# Sultanat
Un soldanat (o sultanat) és el domini d'un soldà, el territori governat per un soldà.
Al llarg de la història s'han format i han desaparegut diversos soldanats. El primer que va adoptar aquest nom va ser el dels gaznèvides, que a partir de la ciutat de Gazni, a l'actual Afganistan, van governar uns dominis que anaven des del Ganges fins a Mesopotàmia.
Els turcs otomans van denominar soldanat el seu imperi. Com també ho van fer els aiúbides i els mamelucs a Egipte. El 1964 va desaparèixer el soldanat de Zanzíbar.
Actualment es pot trobar el soldanat d'Oman a la península d'Aràbia i el soldanat de Brunei a l'illa de Borneo.